# Erick Sermon
Erick Sermon (Bay Shore, 25 novembre 1968) è un rapper e beatmaker statunitense.
Ha partecipato al gruppo EPMD, fu beatmaker per Das EFX, En Vogue, Blackstreet, Keith Murray, LL Cool J, Jay Z, Illegal, Redman. È conosciuto anche come The Green-Eyed Bandit, MC Grand Royal ed E-Double.

## Biografia
Nel 1986 forma con Parrish Smith gli EPMD (acronimo per Erick and Parrish Making Dollars), che produce sotto l'etichetta Sleeping Bag. It's My Thing, con una vendita pari a 500 000 copie.
Gli EPMD si sciolgono all'inizio del 1993, segue una carriera da solista: il primo album è No Pressure e nel 1995 pubblica Double or Nothing.
Gli EPMD tornano nel 1997 con Back In Business.
Ritornato solista nel 2001, pubblica l'album Music, seguito da React nell'anno seguente, accompagnato dall'omonimo singolo. Nel 2004 esce Chilltown, New York.

## Discografia
Album in studio
- 1993 – No Pressure
- 1995 – Double or Nothing
- 2000 – Erick Onasis
- 2001 – Music
- 2002 – React
- 2004 – Chilltown, New York
- 2015 – E.S.P. (Erick Sermon's Perception)
- 2019 – Vernia

Collaborativi
- 2000 – El Niño

### Singoli
- 1993: "Hittin' Switches"
- 1993: "Stay Real"
- 1995: "Bomdigi"
- 1996: "Welcome" (con Keith Murray e Aaron Hall)
- 2000: "Focus" (con DJ Quik e Xzibit)
- 2000: "Get Da Money" (con Ja Rule)
- 2000: "Why Not" (con Slick Rick)
- 2001: "I'm Hot"
- 2001: "Music" (con Marvin Gaye)
- 2002: "React" (con Redman)
- 2003: "Love Iz"
- 2004: "Feel It" (con Gregory Howard)
- 2015: "Make Room" (con Sheek Louch e Joell Ortiz)
- 2015: "Clutch" (con Method Man & Redman)